# Ballık, Sandıklı
Ballık là một thị trấn thuộc huyện Sandıklı, tỉnh Afyonkarahisar, Thổ Nhĩ Kỳ. Dân số thời điểm năm 2011 là 1.026 người.